# Landwirtschaftskammer (Deutschland)

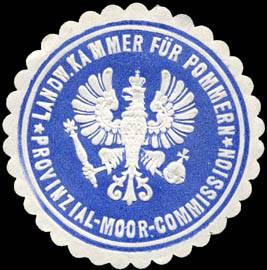
Siegelmarke der Moor-Commission der pommerschen Landwirtschaftskammer

Landwirtschaftskammern, auch Bauernkammern genannt, sind Einrichtungen zur Vertretung und Regelung von Interessen der Land- und Forstwirtschaft, als Dachverband fungiert der Verband der Landwirtschaftskammern.
In den nördlichen und westlichen Bundesländern der ehemals britischen Besatzungszone (Landwirtschaftskammer Niedersachsen, Landwirtschaftskammer Nordrhein-Westfalen, Landwirtschaftskammer Schleswig-Holstein) sind Landwirtschaftskammern öffentlich-rechtliche Körperschaften, die, durch ihre Mitglieder finanziert, Aufgaben der Agrarverwaltung wahrnehmen.
Obligatorische Mitglieder sind die Angehörigen der so genannten grünen Berufe:
- Landwirt
- Winzer
- Gärtner
- Pferdewirt
- Tierwirt
- Forstwirt
- Revierjäger
- Hauswirtschafter
- Molkereifachmann
- Milchwirtschaftlicher Laborant
- Milchtechnologie
- Fachkraft Agrarservice.

Durch die Übertragung hoheitlicher Aufgaben stellen die Landwirtschaftskammern dort die Agrarverwaltung.
Die Landwirtschaftskammern haben die Aufgabe, die fachlichen Interessen und die Belange der Landwirtschaft und der hier Berufstätigen zu vertreten und zu fördern und den ländlichen Raum zu stärken.
In den süd- und ostdeutschen Bundesländern gibt es keine eigenverantwortlichen Kammern, sondern eine unmittelbare staatliche Agrarverwaltung in Form von Landwirtschaftsämtern.

## Organisation

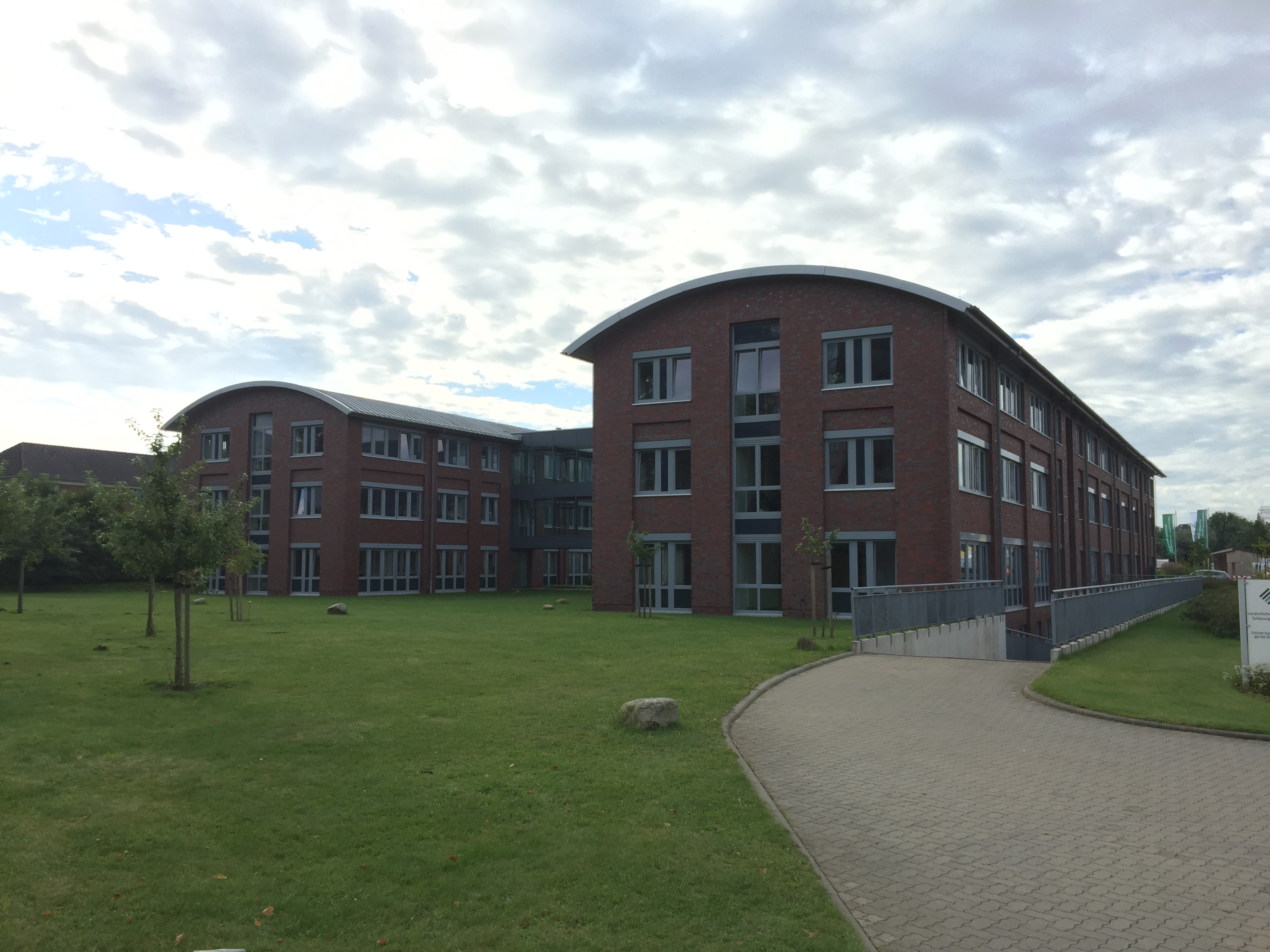
Verwaltungsgebäude in Schleswig-Holstein

Oberstes Entscheidungsgremium ist die Haupt- oder Vollversammlung. Die Mitglieder werden gewählt, nehmen ihr Mandat ehrenamtlich wahr und geben die Richtlinien vor. Die Kammerversammlung wählt den Präsidenten als Vorsitzenden der Hauptversammlung und des Hauptausschusses, er übt die oberste Dienstaufsicht aus.
Der Direktor der Landwirtschaftskammer ist Dienstvorgesetzter der Beamten, Angestellten und Arbeiter und gleichzeitig Beamter des jeweiligen Bundeslandes.
Finanziert wird die Arbeit der Landwirtschaftskammern über Beiträge des jeweiligen Bundeslandes für die übertragenen staatlichen Aufgaben, Mitgliedsbeiträge der landwirtschaftlichen Betriebe (die so genannte Umlage) und Einnahmen aus Dienstleistungen.

## Aufgaben
Die Aufgaben der Landwirtschaftskammern umfassen Förderung und Betreuung der Landwirtschaft einschließlich Forstwirtschaft, Garten-, Obst- und Weinbau sowie Binnenfischerei in den Bereichen Produktionstechnik, Vermarktung, Ausbildung, Beratung und Forschung. Das Aufgabenspektrum ist gesetzlich festgelegt und lässt sich zu folgenden Schwerpunkten zusammenfassen:
- Die Wirtschaftlichkeit, die Umweltverträglichkeit und den Verbraucherschutz bei der landwirtschaftlichen Erzeugung fördern und auf eine flächenbezogene und artgerechte Tierhaltung hinwirken.
- Die Berufsausbildung sowie die berufsbezogene Weiterbildung aller in der Landwirtschaft Tätigen durchzuführen und die Betriebe in ihrer nachhaltigen Entwicklung durch Beratung zu unterstützen.
- In Fragen des Absatzes landwirtschaftlicher Erzeugnisse beratend mitzuwirken sowie die Regionale Vermarktung zu fördern.
- Zusätzliche Produktions-, Absatz- und Einkommenspotenziale insbesondere bei nachwachsenden Rohstoffen und erneuerbaren Energien zu erschließen.
- Die Belange einer nachhaltigen Landwirtschaft und die besondere Bedeutung der Landwirtschaft für Umwelt-, Natur-, Tier- und Verbraucherschutz in die Gesellschaft zu vermitteln.

## Geschichte
Im 19. Jahrhundert brachen wegen des Abbaus von Einfuhrzöllen auf Vieh, Holz und Getreide und einer weltweiten Getreideschwemme die Erlöse für landwirtschaftliche Produkte ein. Um die heimische Landwirtschaft zu fördern und ihre Arbeitsleistung der Volkswirtschaft zu erhalten, ermöglichten die preußischen Provinzen die Einrichtung von Landwirtschaftskammern. Fortschrittliche Landwirte versprachen sich davon stärkeres Gewicht in Politik und Öffentlichkeit.
Im Jahr 1849 wurde die Kammer für Landwirthschaft als erste deutsche Landwirtschaftskammer in der Freien Hansestadt Bremen gegründet. Erst 1894 folgte die nächste in Preußen. Zwischen 1900  und 1911 folgte in elf anderen Staaten im Deutschen Kaiserreich die Gründung ähnlicher Institutionen. So entstanden örtliche landwirtschaftliche Vereine und in den 1920er Jahren zum Beispiel eine Landwirtschaftliche Arbeitsgemeinschadft Mittelfranken. 1927 existierten in allen Ländern des deutschen Reiches Landwirtschaftskammern als kooperative Interessenvertretungen des Berufsstandes.
Während der Nationalsozialistischen Diktatur wurden die Landwirtschaftskammern in den Reichsnährstand eingegliedert und damit von 1933 bis 1945 gleichgeschaltet.
Nach dem Krieg wurden nur in einigen Bundesländern wieder Landwirtschaftskammern eingerichtet. In Bayern und Baden-Württemberg dagegen wurde eine unmittelbare staatliche Agrarverwaltung aufgebaut. Auch die sowjetische Besatzungszone erhielt eine staatliche Zentralverwaltung ohne spezielle bäuerliche Vertretung. Die hessischen Landwirtschaftskammern wurden in den 1970er Jahren in eine staatliche Agrarverwaltung umgewandelt.